# Luciano Dias
Luciano Williames Dias, mais conhecido como Luciano Dias (Porto Alegre, 25 de julho de 1970), é um treinador e ex-futebolista brasileiro que atuava como zagueiro. Atualmente está sem clube.

## Carreira
Luciano foi campeão da Copa Libertadores da América de 1995 pelo Grêmio. 
Após passar por diversos clubes dentro e fora do Brasil e encerrar a carreira tornou-se treinador de futebol, passando por diversas equipes, especialmente no interior do estado de São Paulo.

## Títulos

### Como jogador
Grêmio
- Campeonato Gaúcho: 1990,  1993, 1995 e 1996.
- Campeonato Brasileiro: 1996
- Copa do Brasil : 1994 e 1997
- Copa Libertadores da América: 1995
- Recopa Sul-Americana: 1996

Corinthians
- Campeonato Brasileiro: 1999